# Bajhan
Bajhan – miasto w Jemenie, w muhafazie Szabwa. W 2004 roku liczyło 13 234 mieszkańców.